# Wampas
Els Wampas són una banda francesa de pop-punk o, per alguns, també punk-rock, o el que ells defineixen com a "yeyé-punk". Es va formar a París l'any 1983 i avui encara està activa. Els seus membres són Didier Wampas (cantant), Nico Wampas (bateria), Jean-Mi Lejoux (baix), Ben Sam (baix), Jo Dahan (guitarra) i Effello (guitarra).

## Discografia
- Tutti frutti (1986)
- Chauds, sales et humides (1988)
- Les Wampas vous aiment (1990)
- Simple et tendre (1993)
- Trop précieux (1996)
- Toutafonlive (1997)
- Chicoutimi (1998)
- Kiss (2000)
- Never trust a guy who after having been a punk, is now playing electro (2003)
- Never trust a live! (2004)
- Rock'n'Roll Part 9 (2006)
- Les Wampas sont la preuve que Dieu existe (2009)

## Anecdotari

### Sóc punk i fan d'eurovisió
L'any 2007, els Wampas van representar França al Festival d'Eurovisió amb la cançó Faut voter pour nous ("Ens heu de votar").

### Efecte Manu Chao
El guitarrista Jo Dahan pertanyia amb Manu Chao al grup Mano Negra als anys 90. Després, el 2003, els Wampas, al seu disc Never trust a guy who after having been a punk, is now playing electro van incloure la cançó Manu Chao, de qui criticaren que, si bé abans, amb Mano negra, feia punk, ara "havia acceptat el sistema" El 2009, tant el Wampas (dissabte), com Manu Chao (divendres) van ser els caps de cartell de la Festa de L'Humanité organitzada pel diari L'Humanité.